# Olympische Sommerspiele 2000/Synchronschwimmen – Duett
Das Synchronschwimmen im Duett bei den Olympischen Spielen 2000 in Sydney fand vom 24. bis 26. September 2000 im Sydney International Aquatic Centre statt.
Die beiden Russinnen Olga Brusnikina und Marija Kisseljowa erzielten das beste Resultat und erhielten als Olympiasiegerinnen die Goldmedaille. Platz zwei belegten Miya Tachibana und Miho Takeda aus Japan vor dem französischen Duo Virginie Dedieu und Myriam Lignot, das sich die Bronzemedaille sicherte.

## Qualifikation
Die zwölf besten Duos erreichten das Finale, in welches die Punktzahl des Technikdurchlaufs übernommen wurde. 
| Platz | Name                                           | Nation             | Technik | Kür    | Gesamt |
| ----- | ---------------------------------------------- | ------------------ | ------- | ------ | ------ |
| 01    | Olga Brusnikina / Marija Kisseljowa            | Russland           | 34,580  | 64,480 | 99,060 |
| 02    | Miya Tachibana / Miho Takeda                   | Japan              | 34,300  | 63,960 | 98,260 |
| 03    | Virginie Dedieu / Myriam Lignot                | Frankreich         | 33,997  | 63,094 | 97,091 |
| 04    | Anna Kozlova / Tuesday Middaugh                | Vereinigte Staaten | 33,810  | 62,920 | 96,730 |
| 05    | Claire Carver-Dias / Fanny Létourneau          | Kanada             | 33,670  | 62,920 | 96,374 |
| 06    | Maurizia Cecconi / Alessia Lucchini            | Italien            | 33,203  | 61,750 | 94,953 |
| 07    | Li Min / Li Yuanyuan                           | China              | 33,250  | 61,620 | 94,870 |
| 08    | Gemma Mengual / Paola Tirados                  | Spanien            | 32,900  | 60,926 | 93,826 |
| 09    | Érika Leal Ramírez / Lilián Leal               | Mexiko             | 32,527  | 60,190 | 92,717 |
| 10    | Jang Yoon-kyeong / Yu Na-mi                    | Südkorea           | 32,200  | 59,930 | 92,130 |
| 11    | Madeleine Perk / Belinda Schmid                | Schweiz            | 32,153  | 59,930 | 92,083 |
| 12    | Carolina Moraes / Isabela Moraes               | Brasilien          | 31,593  | 59,280 | 90,873 |
| 13    | Christina Thalassinidou / Despoina Theodoridou | Griechenland       | 31,733  | 58,630 | 90,363 |
| 14    | Iryna Rudnyzka / Olessja Sajzewa               | Ukraine            | 30,987  | 58,196 | 89,183 |
| 15    | Soňa Bernardová / Jana Rybářová                | Tschechien         | 31,033  | 57,704 | 88,537 |
| 16    | Irena Olevsky / Naomi Young                    | Australien         | 30,543  | 56,464 | 87,007 |
| 17    | Choe Son-yong / Jo Young-hui                   | Nordkorea          | 29,867  | 56,204 | 86,071 |
| 18    | Kenia Pérez / Yamisleidys Romay                | Kuba               | 29,913  | 55,596 | 85,509 |
| 19    | Kryszina Markowitsch / Natallja Sacharuk       | Belarus            | 30,287  | 55,164 | 85,451 |
| 20    | Heba Abdel Gawad / Sara Abdel Gawad            | Ägypten            | 29,727  | 55,294 | 85,021 |
| 21    | Jenny Castro / Virginia Ruíz                   | Venezuela          | 29,750  | 54,036 | 83,786 |
| 22    | Älija Kärimowa / Galina Schatnaja              | Kasachstan         | 29,120  | 54,254 | 83,374 |
| 23    | Zsuzsanna Hámori / Petra Marschalkó            | Ungarn             | 28,957  | 52,520 | 81,477 |
| 24    | Lívia Allárová / Lucia Allárová                | Slowakei           | 28,187  | 51,826 | 80,013 |

## Finale
| Platz | Name                                  | Nation             | Technik | Kür    | Gesamt |
| ----- | ------------------------------------- | ------------------ | ------- | ------ | ------ |
| 01    | Olga Brusnikina / Marija Kisseljowa   | Russland           | 34,580  | 65,000 | 99,580 |
| 02    | Miya Tachibana / Miho Takeda          | Japan              | 34,300  | 64,350 | 98,650 |
| 03    | Virginie Dedieu / Myriam Lignot       | Frankreich         | 33,997  | 63,440 | 97,437 |
| 04    | Anna Kozlova / Tuesday Middaugh       | Vereinigte Staaten | 33,810  | 63,180 | 96,990 |
| 05    | Claire Carver-Dias / Fanny Létourneau | Kanada             | 33,670  | 62,314 | 95,974 |
| 06    | Maurizia Cecconi / Alessia Lucchini   | Italien            | 33,203  | 62,184 | 95,387 |
| 07    | Li Min / Li Yuanyuan                  | China              | 33,250  | 61,534 | 94,784 |
| 08    | Gemma Mengual / Paola Tirados         | Spanien            | 32,900  | 61,620 | 94,520 |
| 09    | Érika Leal Ramírez / Lilián Leal      | Mexiko             | 32,527  | 60,234 | 92,761 |
| 10    | Madeleine Perk / Belinda Schmid       | Schweiz            | 32,153  | 59,886 | 92,039 |
| 11    | Jang Yoon-kyeong / Yu Na-mi           | Südkorea           | 32,200  | 59,626 | 91,826 |
| 12    | Carolina Moraes / Isabela Moraes      | Brasilien          | 31,593  | 59,150 | 90,743 |